# Christoffer Carlsson

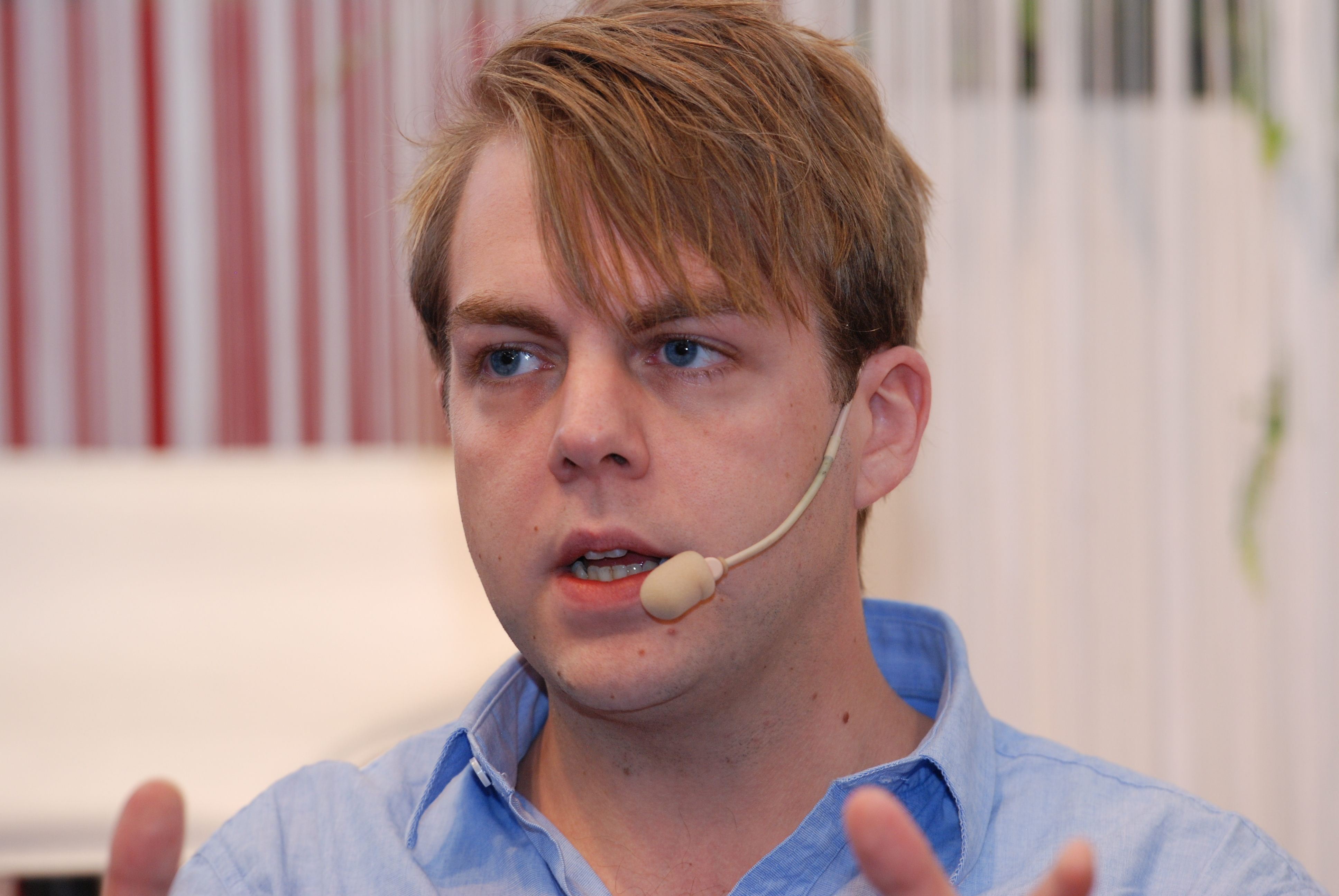
Christoffer Carlsson (2013)

Christoffer Carlsson (* 1986 in Halmstadt) ist ein schwedischer Schriftsteller und Kriminologe.
Carlsson wurde nach einem Studium der Kriminologie an der Universität Stockholm promoviert. Seine Dissertation und weitere wissenschaftliche Publikationen galten der Entwicklungskriminologie. Mit seinen Kriminalromanen um den Polizisten Leo Junker wurde er international bekannt. Für den ersten Band der Leo-Junker-Reihe (Den osynlige mannen från Salem) wurde er 2013 mit dem schwedischen Krimi-Preis ausgezeichnet. Bereits 2012 hatte er den Nachwuchspreis der European Society of Criminology erhalten. Für den Jugendroman Oktober är den kallaste månaden (dt.: Weißzeit) erhielt er 2016 den schwedischen Spårhunden-Literaturpreis (dt.: 'Spürhund'-Preis) für den „besten Kinder und Jugendroman“. Sein Roman Järtecken (dt.: Unter dem Sturm 2021) war 2019 für den Schwedischen Krimipreis nominiert.
Sein 2021er Kriminalroman Brinn mig en sol (dt.: Was ans Licht kommt, Rowohlt 2022) erzählt anhand einer Mordserie im ländlichen Schweden von den Menschen dort sowie über die spezielle Stimmung des Landes nach dem Mord an Olof Palme.
2023 erhielt Carlsson den Schwedischen Krimipreis für seinen Roman Levande och döda (dt.: Wenn die Nacht endet, Rowohlt 2024). Im Jahr darauf folgte die Auszeichnung mit dem Skandinavischen Krimipreis 2024.

## Schriften (Auswahl)

### Belletristik
- Der Turm der toten Seelen. Bertelsmann, München 2015, ISBN 978-3-570-10232-9, Übersetzung aus dem Schwedischen Susanne Dahmann (Original: Den osynlige mannen från Salem, 2013), als Taschenbuch: Penguin Verlag, München 2016, ISBN 978-3-328-10041-6.
- Schmutziger Schnee. Bertelsmann, München 2016, ISBN 978-3-570-10233-6, Übersetzung aus dem Schwedischen Susanne Dahmann (Original: Den fallande detektiven, 2014), als Taschenbuch: Penguin Verlag, München 2017, ISBN 978-3-328-10105-5.
- Der Lügner und sein Henker. Bertelsmann, München 2016, ISBN 978-3-570-10234-3, Übersetzung aus dem Schwedischen Susanne Dahmann (Original: Mästare, väktare, lögnare, vän, 2015).
- Weißzeit. Dressler, Hamburg 2017, ISBN 978-3-7915-0059-1, Übersetzung aus dem Schwedischen Susanne Dahmann (Original: Oktober är den kallaste månaden, 2016).
- Unter dem Sturm. Rowohlt Buchverlag, Hamburg 2021, ISBN 978-3-498-00160-5, Übersetzung aus dem Schwedischen Susanne Dahmann (Original: Järtecken, 2019).
- Was ans Licht kommt. Rowohlt Buchverlag, Hamburg 2022, ISBN 978-3-498-00172-8, Übersetzung aus dem Schwedischen Ulla Ackermann (Original: Brinn mig en sol, 2021).
- Wenn die Nacht endet. Kindler, Hamburg 2024, ISBN 978-3-463-00061-9, Übersetzung aus dem Schwedischen Ulla Ackermann (Original: Levande och döda, 2023).

### Wissenschaftliche Arbeiten
- Using ‘Turning Points’ to Understand Processes of Change in Offending. Notes from a Swedish Study on Life Courses and Crime. In: The British Journal of Criminology, Volume 52, Issue 1, 1. Januar 2012, Seiten 1–16, (Onlineversion).
- Masculinities, Persistence and Desistance. In: Chriminology, Volume 51, Issue 3, August 2013, Seiten 661–693 (Abstract Online).
- Continuities and Changes in Criminal Careers, Stockholm University 2014 (Dissertationsschrift).
- An Introduction to Life-Course Criminology. SAGE Publications, New York 2015 (mit Jerzy Sarnecki).